# Louis Nye
Louis Nye (* 1. Mai 1913 in Hartford, Connecticut, USA als Louis Neistat; † 9. Oktober 2005 in Los Angeles, Kalifornien) war ein US-amerikanischer Comedian und Schauspieler.

## Leben
Nye war von 1948 bis zu seinem Tod mit der Pianistin Anita Leonard verheiratet und hatte einen Sohn (Peter Nye, Schauspieler). Er spielte unter anderem in den Filmen Alice in Wonderland (1985) und Inspector Gadget: Gadget's Greatest Gadgets (1999) mit. Eine seiner letzten Rollen hatte er in der Sitcom Lass es, Larry! als Vater der von Jeff Garlin gespielten Figur des Jeff Greene.
Nye starb 2005 im Alter von 92 Jahren an Lungenkrebs und wurde auf dem Friedhof Hillside Memorial Park Cemetery in Culver City in Kalifornien beerdigt.

## Filmografie (Auswahl)
- 1960: Sex Kittens Go to College
- 1960: So eine Affäre (The Facts of Life)
- 1963: Die verlorene Rose (The Stripper)
- 1963: Getrennte Betten (The Wheeler Dealers)
- 1963: Wer hat in meinem Bett geschlafen? (Who's Been Sleeping in My Bed?)
- 1964: Leih mir deinen Mann (Good Neighbor Sam)
- 1967: Leitfaden für Seitensprünge (A Guide for the Married Man)
- 1978: Die Rache der blonden Hexe (Harper Valley PTA)
- 1981: Ein Werwolf beißt sich durch (Full Moon High)
- 1985: Black Cats (O.C. and Stiggs)
- 1985: Alice im Wunderland (Alice in Wonderland, Fernsehfilm)
- 1999: Inspector Gadget: Gadget's Greatest Gadgets
- 2000–2002: Lass es, Larry! (Curb Your Enthusiasm, Fernsehserie, 5 Folgen)